# The Very Best of Supertramp 2
The Very Best of Supertramp 2 è un album di raccolta del gruppo musicale britannico Supertramp, pubblicato nel 1992.

## Tracce
Testi e musiche di Roger Hodgson e Rick Davies, eccetto dove indicato.
1. Lady – 5:24
2. Oh Darling – 4:01
3. Even in the Quietest Moments – 6:39
4. Waiting So Long – 6:32
5. Babaji – 4:49
6. Gone Hollywood – 5:14
7. If Everyone Was Listening – 4:01
8. Just Another Nervous Wreck – 4:22
9. Don't Leave Me Now – 6:25
10. My Kind of Lady – 5:12
11. A Soapbox Opera – 4:50
12. Downstream – 4:00
13. Fool's Overture – 10:51
14. Free as a Bird (Davies, Hart) – 4:20